# Malý Hlavákov
Malý Hlavákov (německy Kleinlubigau) je osada, část obce Verušičky v okrese Karlovy Vary v Karlovarském kraji. Stojí asi čtyři kilometry severovýchodně od Verušiček v katastrálním území Albeřice u Hradiště.

## Název
Název vesnice je odvozen z osobního jména Hlávka ve významu Hlávkův dvůr. Zprávy až do roku 1571 nerozlišují Malý a Velký Hlavákov. V historických pramenech se jméno vesnice objevuje ve tvarech: de Hlawcowa (1409), Hlawakow (1416), Hlawakow (1542), w Hlawakowie (1542), Libikhow (1538), Maley Hlawokow (1571), Maley Hlawakow (1623), Maly Lubikow (1654), Klein Lubikau (1785) a Klein-Lubigau (1847).

## Historie

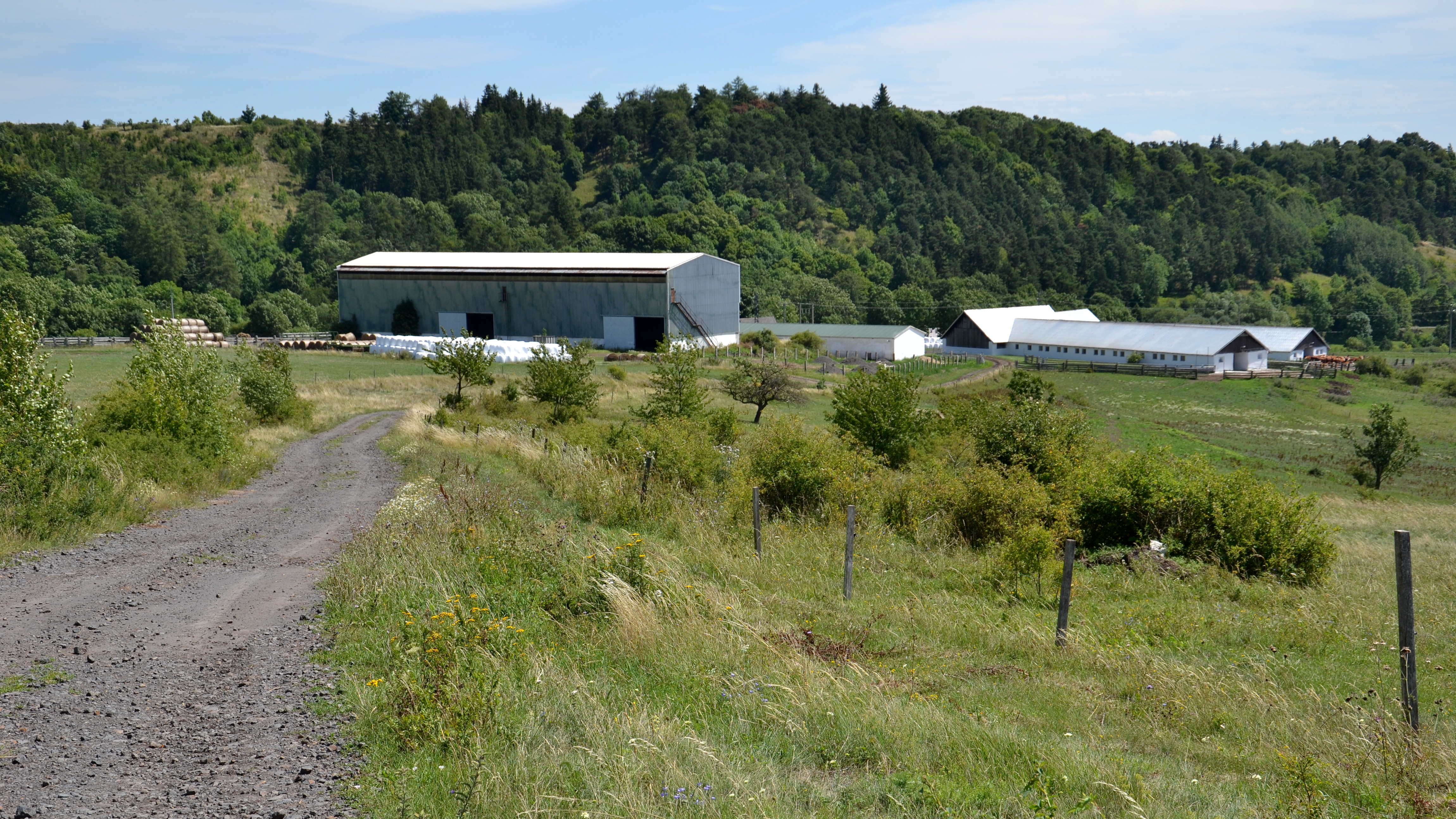
Zemědělský areál

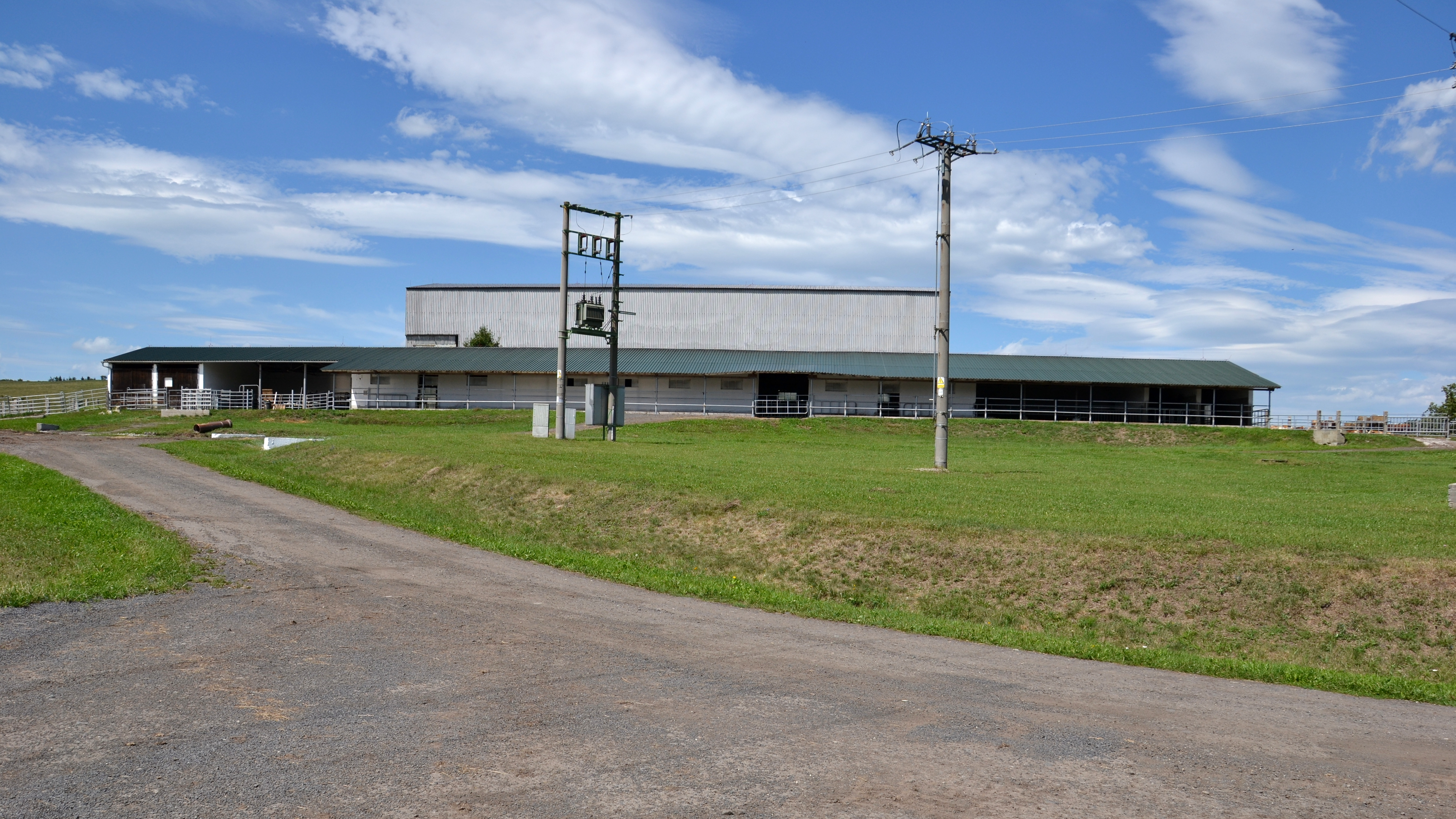
Budova čp. 19 v zemědělském areálu

První písemná zmínka o Hlavákovu pochází z roku 1409, ale o samotném Malém Hlavákovu až z roku 1571. Vesnice po celou dobu své existence patřila k valečskému panství. Po třicetileté válce ve vsi podle berní ruly z roku 1654 stálo sedm selských usedlostí, z nichž tři byly pusté. Čtyři sedláci měli celkem čtyři potahy a chovali tři krávy a deset jalovic. Na neúrodných polích pěstovali žito, ale hlavním zdrojem obživy byl chov dobytka a přivydělávali si prodejem příze. Ke každému gruntu patřila také část lesa.
Většina domů Malého Hlavákova stála podél silnice do Velkého Hlavákova. Vesnice patřila k lochotínské farnosti, pošta byla ve Valči. Děti chodily do školy v Lochotíně a od roku 1922 do Velkého Hlavákova. Nejbližší železniční stanice stála v Bochově.
Vesnice téměř zanikla po zřízení vojenského újezdu Hradiště. Ještě před jejím vyčleněním z újezdu byly zdejší ovčíny přestavěny na kravíny určené pro chov herefordského skotu.

## Přírodní poměry
Malý Hlavákov stojí v katastrálním území Albeřice u Hradiště v okrese Karlovy Vary, asi jeden kilometr od Velkého Hlavákova. Nachází se v nadmořské výšce okolo 660 metrů v jihovýchodní části Doupovských hor, konkrétně v jejich okrsku Hradišťská hornatina. Půdní pokryv tvoří kambizem eutrofní. Vesnicí protéká Luční potok, který je přítokem Velké Trasovky.
V rámci Quittovy klasifikace podnebí Malý Hlavákov stojí ve výběžku chladné oblasti CH7, pro kterou jsou typické průměrné teploty −3 až −4 °C v lednu a 15–16 °C v červenci. Roční úhrn srážek dosahuje 850–1000 milimetrů, sníh zde leží 100–120 dní v roce. Mrazových dnů bývá 140–160, zatímco letních dnů jen 10–30. Jižně od osady přechází chladná oblast do mírně teplé oblasti MT3.

## Obyvatelstvo
Při sčítání lidu v roce 1921 zde žilo 132 obyvatel (z toho 58 mužů), z nichž bylo 129 Němců a tři cizinci. Kromě čtyř evangelíků se všichni hlásili k římskokatolické církvi. Podle sčítání lidu z roku 1930 měla vesnice 121 obyvatel: 120 Němců a jednoho cizince. Až na dva evangelíky byli římskými katolíky.
|                                                        | 1869 | 1880 | 1890 | 1900 | 1910 | 1921 | 1930 | 1950 | 1961 | 1970 | 1980 | 1991 | 2001 | 2011 | 2021 |
| ------------------------------------------------------ | ---- | ---- | ---- | ---- | ---- | ---- | ---- | ---- | ---- | ---- | ---- | ---- | ---- | ---- | ---- |
| Obyvatelé                                              | 148  | 132  | 126  | 115  | 112  | 132  | 121  | 56   | —    | —    | —    | —    | 9    | 15   | 15   |
| Domy                                                   | 26   | 26   | 26   | 24   | 26   | 26   | 26   | 26   | —    | —    | —    | —    | 4    | 4    | 4    |
| V letech 1950–2015 součást vojenského újezdu Hradiště. |      |      |      |      |      |      |      |      |      |      |      |      |      |      |      |

## Obecní správa

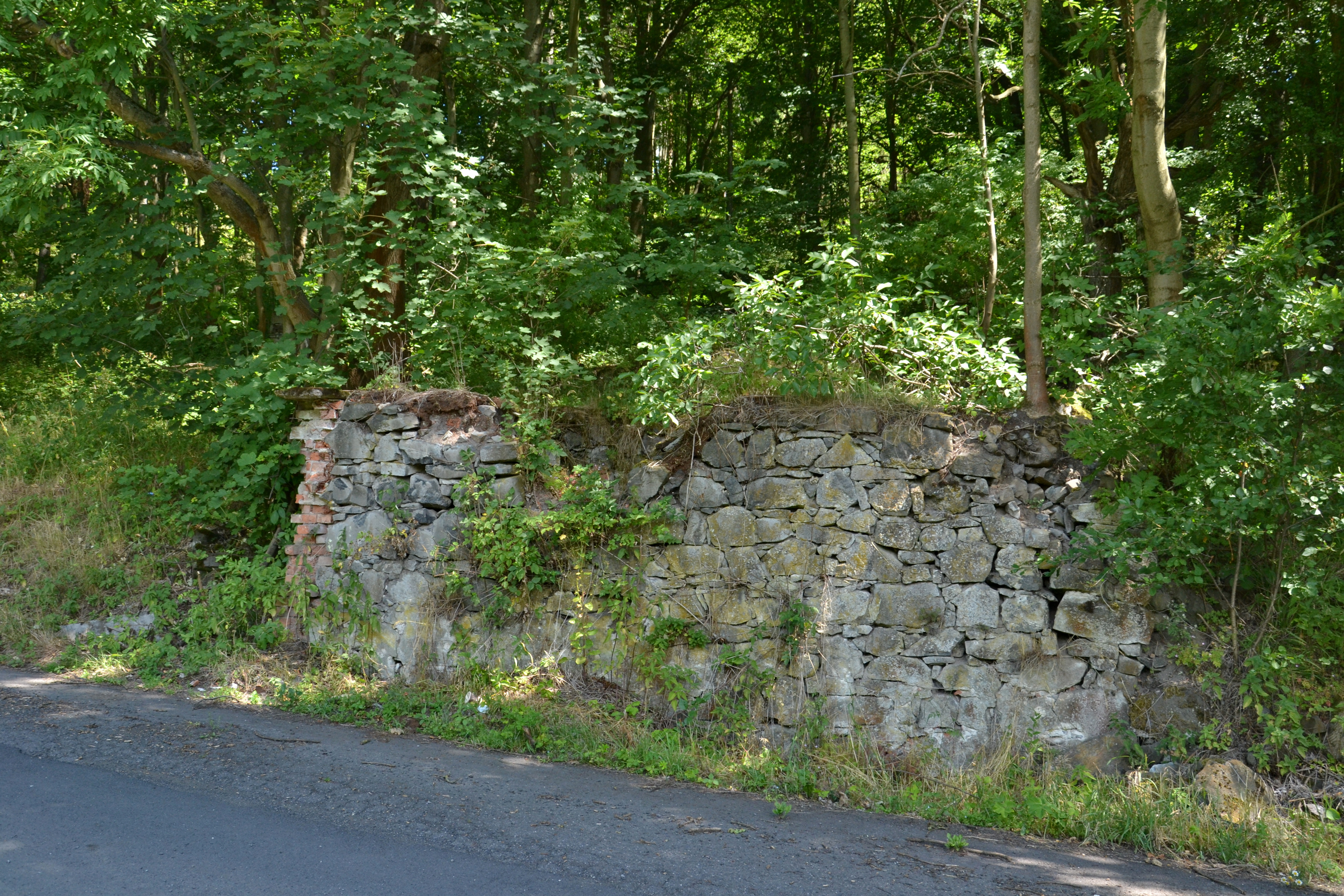
Zřícenina domu u silnice k Velkému Hlavákovu

Po zrušení patrimoniální správy se Malý Hlavákov stal roku 1850 obcí v okrese Bochov, ale při sčítání lidu v roce 1869 a později byl uváděn v okrese Žlutice. Do okresu Karlovy Vary byl převeden v souvislosti se začleněním do vojenského újezdu. Od 1. ledna 2016 je částí obce Verušičky. Po celou dobu existence obce Malý Hlavákov k ní patřila osada Kopáčov.